# 衝水路、迎客王
衝水路、迎客王為嘉義縣布袋鎮新塭地區的民俗活動，形式罕見、具獨特性而發展成地方特色，2009年由嘉義縣政府登錄為嘉義縣文化資產。
新塭嘉應廟主祀「九龍三公」，即南宋末年魏天忠及祖父魏了翁、父親魏國佐三人；陪祀尹府千歲、游天王、吳府千歲、虎爺等。農曆三月二十八日是新塭嘉應廟尹王爺聖誕，相傳二十尊代天巡狩的客王爺（十三尊負責海域、七尊巡遊山區）提前一天聚集在新塭外海的王船上，順著漲潮抵達王爺窟（王船碼頭），齊至新塭嘉應廟為尹王爺祝壽；尹王爺則率領諸神下水「迎客王」，以表歡迎之意。

## 活動過程
農曆三月二十六日子時，嘉應廟及全庄各家戶拜天公。上午，尹王爺、吳府千歲、游天王陸續降乩，並敕化每年新製的黑令旗。中午，新塭嘉應廟邀請的友宮團體及贊境諸神，如：北港朝天宮糖郊媽、朴子配天宮三媽、鹿草中寮安溪城隍廟三城隍、南鯤鯓代天府開基三王吳府千歲等，集結於嘉應廟東營，隨即出發遶境祈安、掃除不潔。直至傍晚結束。
農曆三月二十七日子時進行「安客王座」，並由委員率領信眾敬拜，祈求吉慶。清晨為王座開光。上午，眾神轎及陣頭齊至碼頭，黑令旗、陣頭、乩童、神轎依序下水，迎接客王，而後陸續上岸返廟。
農曆三月二十八日晚上，受召信眾淨身後，從廟裡依序捧客王座及燈座走向王船碼頭。在碼頭點燃金紙、鳴炮，火化客王座、燈座等物，完成送王儀式。